# Вилен I д’Онэ
Вилен I д’Онэ (Vilain I d´Aulnay) (ум. ок. 1269) — первый барон Аркадии (с 1261).
Родился ок. 1210 г. Представитель шампанского дворянского рода сеньоров Онэ-сюр-Марн (на территории современного департамента Марна) — родственников графов Ретеля. Возможно, сын Одара д’Онэ (ум. 1235/39).
С конца 1230-х гг. маршал Латинской империи. После её завоевания византийцами вместе с императором Балдуином II и небольшим отрядом бежал в Негропонт и затем в Морею.
Князь Ахейи Гильом II Виллардуэн, освобожденный из плена в конце 1261 года, не хотел, чтобы Вилен I д’Онэ и его люди  вслед за императором уехали во Францию, и пожаловал ему в качестве фьефа Аркадию.
В своём письме графу Тибо Шампанскому, датированном февралём 1249 года, Гильом II Виллардуэн называет Вилена д’Онэ своим кузеном. Характер их родства не выяснен.
Имя и происхождение жены не известны (по некоторым данным — Агнес де Тренель (ок. 1226-1261), дама де Рессон, дочь Гарнье IV де Тренеля (ок. 1200-1255), сеньора де Мариньи, и Гелиссенды де Ретель). Сын — Жоффруа д’Онэ, второй барон Аркадии.